# Regine Hengge
Regine Hengge (geboren am 2. November 1956 in Trossingen) ist eine deutsche Mikrobiologin und Molekularbiologin. 1998 wurde sie mit dem Gottfried Wilhelm Leibniz-Preis der Deutschen Forschungsgemeinschaft (DFG) ausgezeichnet. Sie ist Professorin der Humboldt-Universität zu Berlin und arbeitet an der Erforschung der Stressverarbeitung von Bakterien und der Bildung von Biofilmen.

## Leben und Werk
Regine Hengge absolvierte ihr Studium der Biologie an der Universität Konstanz und wurde dort als Doktorandin in der Arbeitsgruppe von Winfried Boos mit einer Arbeit über die Sekretion von periplasmatischen Proteinen bei Escherichia coli promoviert. Sie ging danach an die Princeton University, wo sie in der Arbeitsgruppe von James R. Broach arbeitete. 1989 kehrte sie an die Universität Konstanz zurück und baute dort ihre eigene Arbeitsgruppe zur Erforschung der bakteriellen Stressreaktionen auf. Der Schwerpunkt lag dabei auf der molekularen Signaltransduktion und Genregulation in Bakterien, die Nährstoffmangel ausgesetzt sind. 1994 wurde sie in Mikrobiologie und Molekularbiologie habilitiert.
1998 erhielt sie für ihre Forschung den Gottfried Wilhelm Leibniz-Preis der Deutschen Forschungsgemeinschaft (DFG). Im selben Jahr wurde sie als Professorin für Mikrobiologie an die Freie Universität Berlin berufen, wechselte 2013 an die Humboldt-Universität zu Berlin und übernahm dort den Lehrstuhl für Mikrobiologie im Institut für Biologie. Ihre neueren Forschungsarbeiten konzentrieren sich seither auf bakterielle Biofilme, die für chronische Infektionskrankheiten von zentraler Bedeutung sind. Hierbei interessiert besonders die Funktion des sekundären Botenstoffs Cyclic-di-GMP, die komplexe Architektur von Biofilmen sowie die Hemmung der Biofilmbildung durch Naturstoffe.
Regine Hengge ist Sprecherin der DFG-Schwerpunktprogramme „Proteolysis in Prokaryotes“ und „Nucleotide Second Messengers in Bacteria“ sowie Mitglied des Excellenz-Clusters „BildWissenGestaltung“ der Humboldt-Universität zu Berlin. Seit 2010 betreibt sie zusammen mit Günther Grosser das Wissenschaftskommunikationsprojekt Science&Theatre am English Theatre Berlin.

## Auszeichnungen und Mitgliedschaften
Für ihre wissenschaftliche Arbeit wurde Regine Hengge mehrfach ausgezeichnet, darunter
- 1984–1987: Postgraduate Fellowship des Boehringer Ingelheim Fonds
- 1993: Nachwuchsforschungspreis der Deutschen Gesellschaft für Mikrobiologie und Hygiene (DGHM)
- 1995: Dozentenstipendium des Fonds der Chemischen Industrie
- 1996: Landesforschungspreis Baden-Württemberg
- 1998: Gottfried Wilhelm Leibniz-Preis der Deutschen Forschungsgemeinschaft (DFG)[3]
- 2009: ERC Advanced Researcher Grant

Regine Hengge ist Mitglied der Berlin-Brandenburgischen Akademie der Wissenschaften, der Deutschen Akademie der Naturforscher Leopoldina, der European Molecular Biology Organization (EMBO), der European Academy of Microbiology (EAM) und der American Academy of Microbiology (AAM).

## Familie
Regine Hengge ist die Tochter des Graphikers und Photographen Felix Hengge (1924–2013). Ihre Tochter ist das Model Elisabeth Aronis.

## Belege
1. ↑  Ideentransfer zwischen Ost und West: Vorhaben wurde aus knapp 1600 Anträgen ausgewählt. Pressemitteilung der Freien Universität Berlin zur Bewilligung des Projekts „Cyclic-di-GMP: New Concepts in Second Messenger Signaling and Bacterial Biofilm Formation“ durch den Europäischen Forschungsrat vom 9. Dezember 2009; abgerufen am 23. September 2016.
2. 1 2 3  Lebenslauf auf den Seiten der Humboldt-Universität zu Berlin; abgerufen am 23. September 2016.
3. ↑  Liste der Leibniz-Preisträger 1986-2016 (Memento des Originals vom 11. Oktober 2016 im Internet Archive)  Info: Der Archivlink wurde automatisch eingesetzt und noch nicht geprüft. Bitte prüfe Original- und Archivlink gemäß Anleitung und entferne dann diesen Hinweis. (Frau Hengge erhielt den Preis unter ihrem damaligen Namen Regine Hengge-Aronis); abgerufen am 23. September 2016.
4. ↑  Schwäbische Zeitung online, 24. Januar 2001 (Seite nicht mehr abrufbar, festgestellt im Januar 2023. Suche in Webarchiven)  Info: Der Link wurde automatisch als defekt markiert. Bitte prüfe den Link gemäß Anleitung und entferne dann diesen Hinweis. (nur für Abonnenten zugänglich)
5. ↑  Trauer um Felix Hengge, Neckarquelle online, 1. Juni 2013
6. ↑  http://portrait-art.info/kuenstler1.html